# 折惟忠
折惟忠（？—1034年），字荩臣，北宋初年边将，出自府州折氏，折御卿的儿子。
宋真宗咸平二年（999年），兄折惟信与李继迁作战而死，折惟忠补西头供拳官，擢升为阁门祗候。大中祥符七年（1014）五月，兄折惟昌卒，应其母千乘郡大夫人梁氏所请，宋真宗诏令其为六宅使知府州，兼麟府路都巡检使，领普州刺史，再迁左藏库使，实授嘉州刺史，又改资州，进简州团练使。母亲去世后，起复为云麾将军。知兵事，宋仁宗天圣年间，契丹与西夏国会兵境上，声言嫁娶，折惟忠探得其实，率部前去防备，告诫士卒不要轻动。虽敌纵马入宋营以探虚实，亦不为所动。去世后，赠耀州观察使。

## 家庭

### 母亲
- 梁氏，追赠河南郡梁国太夫人[1]

### 妻妾
- 李氏，妾室，生折继宣、折继闵、折继祖，封福清郡太君[1]

### 子女
- 折继宣
- 折继闵
- 折继祖
- 折继世